# Du lịch địa chất

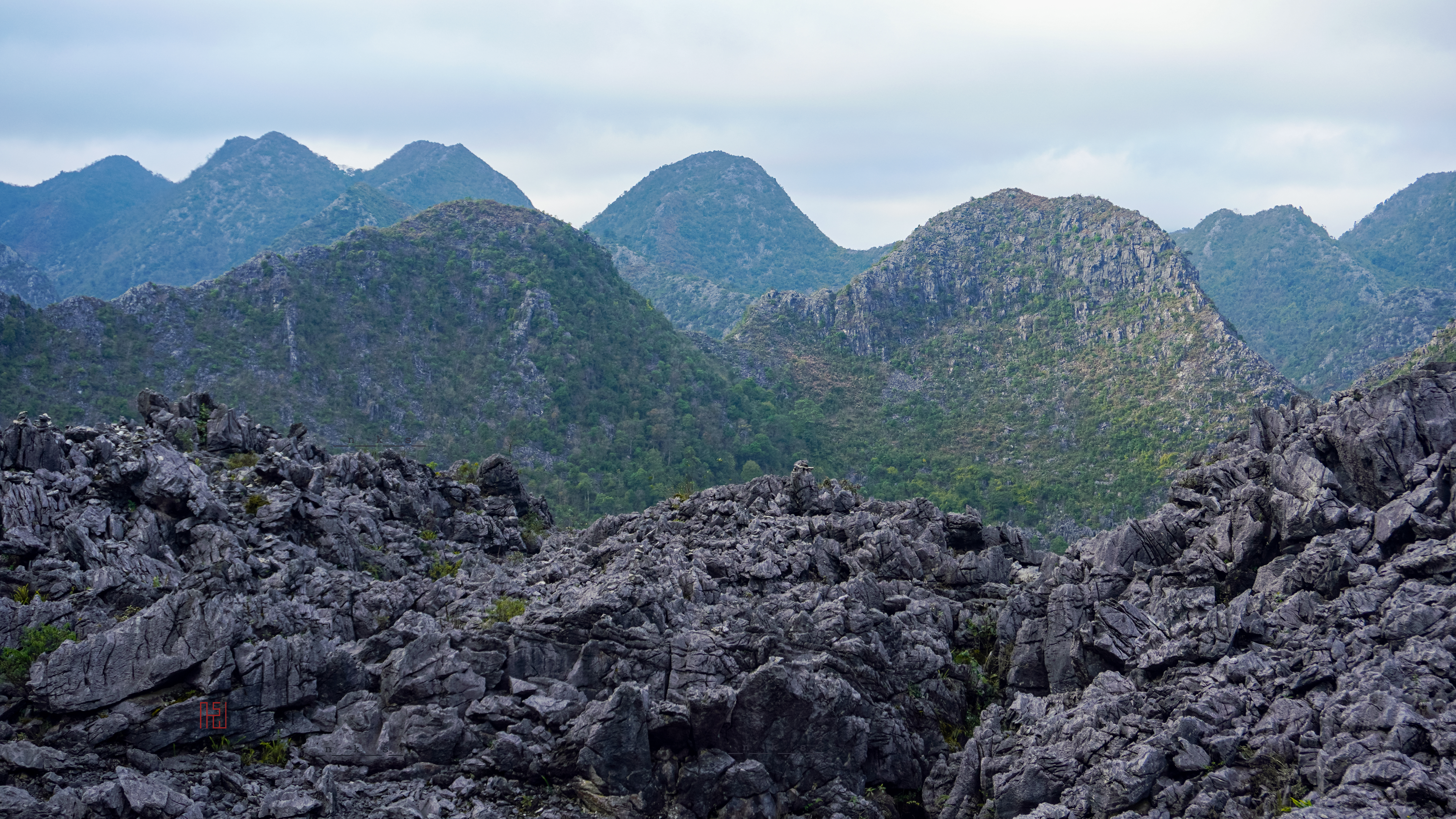
Bãi đá mặt trăng - mẫu địa hình karst, tại công viên địa chất Đồng Văn.

Du lịch địa chất (tiếng Anh: Geotourism) hay Địa du lịch là ngành du lịch gắn với các điểm thăm quan địa chất địa mạo. Du lịch địa chất được định nghĩa là ngành du lịch duy trì hoặc nâng cao đặc điểm địa lý đặc biệt của một địa điểm - môi trường, di sản, thẩm mỹ, văn hóa và phúc lợi của cư dân tại đó.

## Đối tượng
Đối tượng của du lịch địa chất là cảnh quan địa chất và địa mạo trong một khu vực, và các điểm đến của nó bao gồm các địa điểm, địa hình, nơi có những cảnh quan như vậy, tùy quy mô, đặc điểm, đó có thể là các tuyến đường địa chất (Geotrail) địa điểm địa chất (Geosite), Công viên địa chất (Geopark). Du lịch địa chất cung cấp cho khách du lịch, khách tham quan những thông tin, những kiến thức về cơ chế hình thành, lịch sử phát triển của các thắng cảnh, các cảnh quan kì thú, những sản phẩm của tự nhiên.

## Lịch sử
Khái niệm du lịch địa chất chưa được sử dụng chính thức cho tới những năm 1990. Các hình thái giản đơn của du lịch địa chất trước thời điểm này như khái niệm Tourism Geology ở Úc. Ở Đức, thông tin địa chất từ lâu đã được trình bày cho du khách thông qua các tuyến đường tham quan địa chất (Geoscience Trail Geopfad) với các bảng giải thích liên quan đến địa chất, địa hình và sự phát triển địa hình. Trong nửa đầu những năm 1990, một số khu vực bắt đầu thiết lập ``các con đường giáo dục địa sinh thái'' và ``các con đường giáo dục địa lý'', được cho là dẫn đến du lịch địa chất.
Năm 1994, các nhà địa chất người Áo Hoffmann & Schonlaub đã giới thiệu địa du lịch trên tạp chí Geowissenschften. Năm 1995, Thomas Alfred người Anh đề xuất du lịch địa chất trên tạp chí Environmental Interpretation của Anh, và vào năm 1998, nó đã được công nhận ở Anh tại hội nghị quốc tế chuyên nghiệp đầu tiên về du lịch địa chất được tổ chức ở Belfast.
Đặc biệt Tuyên bố Arouca năm 2011 từ Hội nghị Địa du lịch Quốc tế tại Arouca do UNESCO tổ chức, đã đi đến thống nhất về định nghĩa địa du lịch “Địa du lịch là loại hình du lịch giúp duy trì và tăng cường đặc điểm đặc sắc của một vùng lãnh thổ tập trung vào các đặc điểm địa chất, môi trường, văn hoá, thẩm mỹ, di sản và phúc lợi của cư dân địa phương”. Với tuyên bố Arouca, Địa du lịch là loại hình du lịch phát triển toàn diện cả 3 khía cạnh Môi trường vô sinh (địa chất, khí hậu), Môi trường hữu sinh (động thực vật) và Môi trường văn hoá. Du lịch Địa chất là một thành phần của Địa du lịch.